# Volksbank Bühl
Die Volksbank Bühl eG ist eine deutsche Genossenschaftsbank mit Sitz in Bühl im Landkreis Rastatt (Baden-Württemberg). Die Volksbank Bühl unterhält vom Hanauerland bis ins Baden-Badener Rebland insgesamt 15 Beratungscenter.

## Geschichte
Die Volksbank Bühl führt ihre Anfänge auf den Vorschussverein Bühl zurück, der im Januar 1869 als Verein gegründet und im Mai 1871 in eine Genossenschaft umgewandelt wurde. 1891 trat die Gesellschaft dem Verband der Unterbadischen Kreditgenossenschaften bei und benannte sich 1921 um in Vorschuß-Bank Bühl eGmbH.
1924 erfolgte die Verschmelzung mit dem seit 1882 bestehenden Kreditverein Lichtenau und seit 1938 heißt die Gesellschaft Volksbank Bühl. Unter den zahlreich eröffneten Zweigstellen befand sich 1965 eine fahrbare Zweigstelle mit 37 Plätzen. Es folgten 1971/1972 weitere Fusionen mit der Spar- und Darlehenskasse Greffern, der Spar- und Kreditbank Bühl und den Raiffeisenkassen Leutesheim, Muckenschopf und Freistett, sowie 1974 die Fusion mit der Raiffeisenkasse Memprechtshofen und 1976/1977 mit der Spar- und Kreditbank Vimbuch und der Raiffeisenbank Neumühl. Die letzte Fusion fand 1981 mit der Raiffeisenbank Auenheim statt.

## Rechtsgrundlagen
Rechtsgrundlagen der Bank sind ihre Satzung und das Genossenschaftsgesetz. Die Organe der Genossenschaftsbank sind der Vorstand, der Aufsichtsrat und die Vertreterversammlung. Die Bank ist der amtlich anerkannten BVR Institutssicherung GmbH und der zusätzlichen freiwilligen Sicherungseinrichtung des Bundesverbandes der Deutschen Volksbanken und Raiffeisenbanken e. V. angeschlossen.

## Stiftung
Im Jahr 2005 rief die Bank die Stiftung der Volksbank Bühl ins Leben. Das Stiftungskapital wuchs bis Ende 2021 auf 2,25 Millionen Euro an. Die durchschnittlich gestiftete Spendensumme liegt bei etwa 300.000 Euro jährlich.